# Джиневра Бентивольо
Вижте пояснителната страница за други личности с името Джиневра.
Джиневра Бентивольо (на италиански: Ginevra Bentivoglio; * ок. 1493, Болоня, † 20 юли 1524, Кортемаджоре) е италианска аристократка, чрез брак владетелка на Пезаро и маркиза на Кортемаджоре и Бусето.

## Произход
Тя е дъщеря на кондотиера Ерколе Бентивольо (* 1459; † 1507) и на съпругата му Барбара Торели. Има една сестра:
- Костанца (* ок. 1492, † 1524), съпруга на Лоренцо Строци от Ферара и на Филипо Торниели от Новара († 1556)

## Биография
След конфискацията през 1516 г. на активите на втория й съпруг Манфредо, който е на заплата при херцога на Милано Масимилиано Сфорца, от краля на Франция Франсоа I, победил в битката при Мариняно, Джиневра се радва на издръжката, определена от краля.
Тя пише завещание на 20 юли 1524 г. и иска да бъде погребана в базиликата „Санта Мария деле Грацие“ в Кортемаджоре.

## Брак и потомство
Омъжва се два пъти:
∞ 1. 4 август 1507 за Галеацо Сфорца (* 1469, † 1515), владетел на Пезаро, с когото няма деца 
∞ 2. за Манфредо Палавичино († 1521) от Кортемаджоре, привърженик на Сфорца, от когото има двама сина: 
- Ерколе Палавичино
- Сфорца Палавичино (* 1519, Фиоренцуола д'Арда, † 4 февруари 1585, Сало), кондотиер, генерален капитан на Венецианската република, маркиз на Кортемаджоре и Бусето; ∞ 1545 за Джулия Сфорца ди Санта Фиора, дъщеря на Бозио II Сфорца и на Костанца Фарнезе, от която няма деца.Има един извънбрачен син.

|  | Тази страница частично или изцяло представлява превод на страницата Ginevra Bentivoglio в Уикипедия на италиански. Оригиналният текст, както и този превод, са защитени от Лиценза „Криейтив Комънс – Признание – Споделяне на споделеното“, а за съдържание, създадено преди юни 2009 година – от Лиценза за свободна документация на ГНУ. Прегледайте историята на редакциите на оригиналната страница, както и на преводната страница, за да видите списъка на съавторите. ВАЖНО: Този шаблон се отнася единствено до авторските права върху съдържанието на статията. Добавянето му не отменя изискването да се посочват конкретни източници на твърденията, които да бъдат благонадеждни. |